# Magnimyiolia interrupta
Magnimyiolia interrupta är en tvåvingeart som beskrevs av Kae Kyoung Kwon 1985. Magnimyiolia interrupta ingår i släktet Magnimyiolia och familjen borrflugor. Inga underarter finns listade i Catalogue of Life.